# Рифовый узел
Ри́фовый у́зел (англ. Slipped Reef Knot — «скользящий рифовый узел») — морской связывающий временный узел. Разновидность прямого узла, но с петлёй на втором полуузле. Название получил из-за использования при рифлении паруса на паруснике, когда данным узлом завязывают риф-штерты. Основной задачей при изобретении узла является свойство быстро и легко развязать риф-штерты в случае необходимости.
Достоинствами узла являются простота завязывания, хорошая держащая способность, возможность быстро развязать узел под нагрузкой, в случае необходимости. Чтобы повысить надёжность узла, при этом сохранив его свойство лёгкого развязывания, ходовой конец (сложенный петлёй) продевают в петлю, которую затягивают; в этом случае узел называют «посылочным» (а если используют при завязывании обувных шнурков, то «шнурковым»); для того, чтобы развязать узел, необходимо одновременно дёрнуть оба ходовых конца.
При рывках прямой узел перекручивается, рисунок его деформируется, и узел постепенно сползает к ходовым концам троса, создавая угрозу развязывания и обрыва груза. Такое поведение особенно проявляется на синтетических, мокрых и скользких верёвках. Рифовый узел на верёвках из синтетических волокон применять также не следует. При использовании синтетических материалов узел — недостаточно надёжен и склонен к сползанию, однако далеко не в той степени, как прямой. Этот узел также не подходит для связывания тросов из разнородных материалов, и концов различного диаметра.

## Применение
Морское дело
- Временное обвязывание сложенного паруса риф-штертами[3]
- Временное связывания штертов брезентовых чехлов спасательных шлюпок, лебёдок, компасов на верхнем ходовом открытом мостике[3]

Быт
- Связывание свёртков при покупках[6] (дополнительно вдевали ходовой конец верёвки в петлю, и затягивали)
- Завязывают обувные шнурки[3]